# Maria Poliduri
Maria Poliduri (Kalamata, 1902 – Atene, 1930) è stata una poetessa greca, appartenente alla corrente dei "crepuscolari greci".

## Biografia
Maria Poliduri (nota anche come Polydouri) si trasferì ad Atene nel 1920 e s'iscrisse alla facoltà di diritto. Da un viaggio a Parigi, nel 1928, tornò malata di tisi. Ricoverata in un sanatorio ad Atene, vi morì poco dopo.
Pubblicò le due raccolte "Voci nell'abisso" e "Trilli che si spengono", dove, con toni accorati e linguaggio semplice, trasfuse i suoi sentimenti più profondi, cantando anche il suo amore per Kostas Karyotakis, poeta della stessa corrente, morto suicida nel 1928. Nei suoi versi espresse dolore per i sogni infranti e per la morte precoce e imminente.